# Jazzfest Berlin

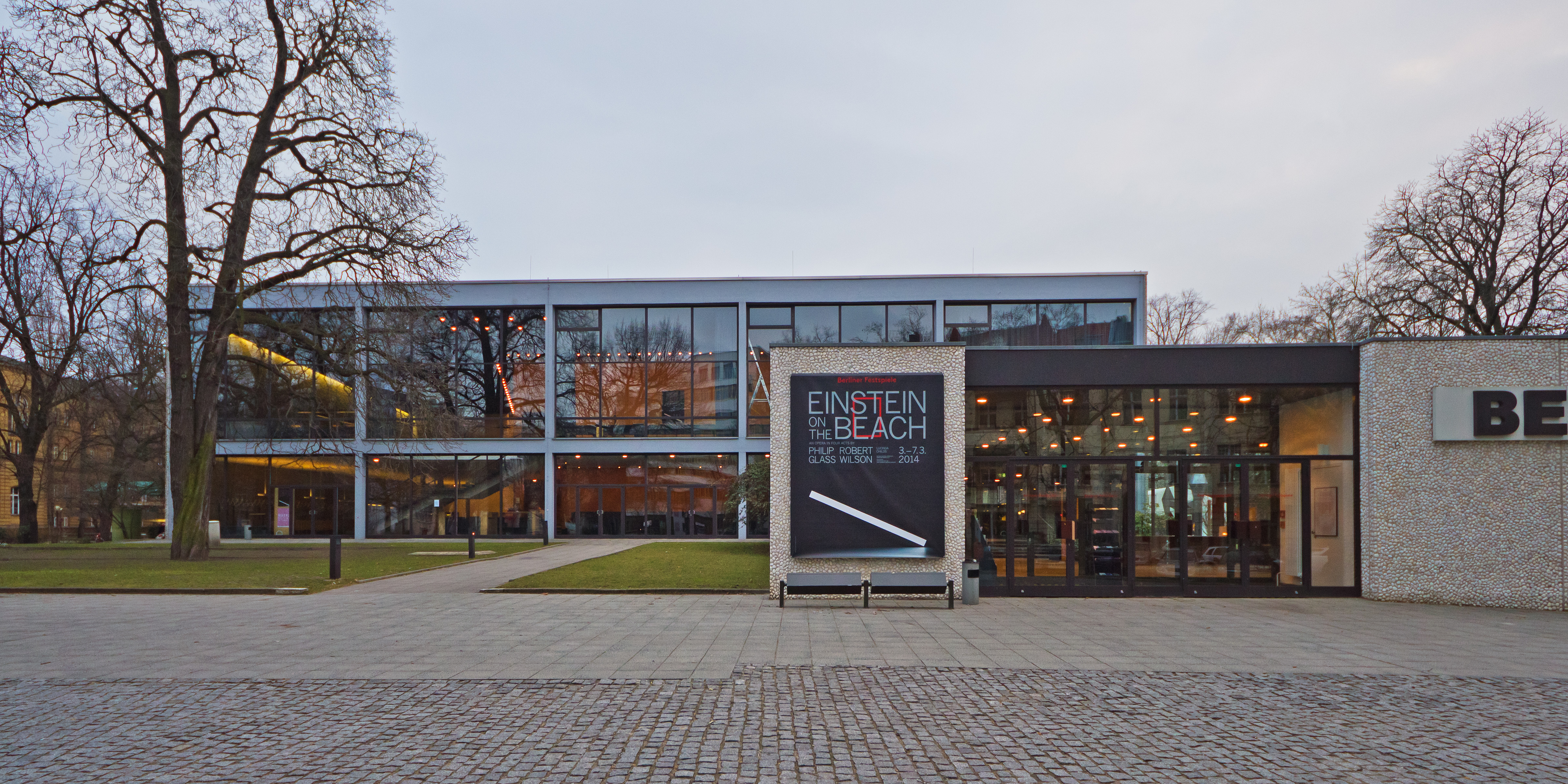
Haus der Berliner Festspiele, Hauptveranstaltungstort für das Jazzfest Berlin seit 2001

Das Jazzfest Berlin (bis 1980 Berliner Jazztage) zählt zu den ältesten und angesehensten Jazz-Veranstaltungen Europas. Als Berliner Jazztage 1964 von Joachim-Ernst Berendt und Ralf Schulte-Bahrenberg gegründet (mit Unterstützung von George Wein), genießt das Festival den Ruf eines progressiven und zugleich traditionsbewussten Jazzereignisses europäischer Prägung. Es findet jeweils im Herbst statt und wird von den Berliner Festspielen ausgerichtet.

## Geschichte

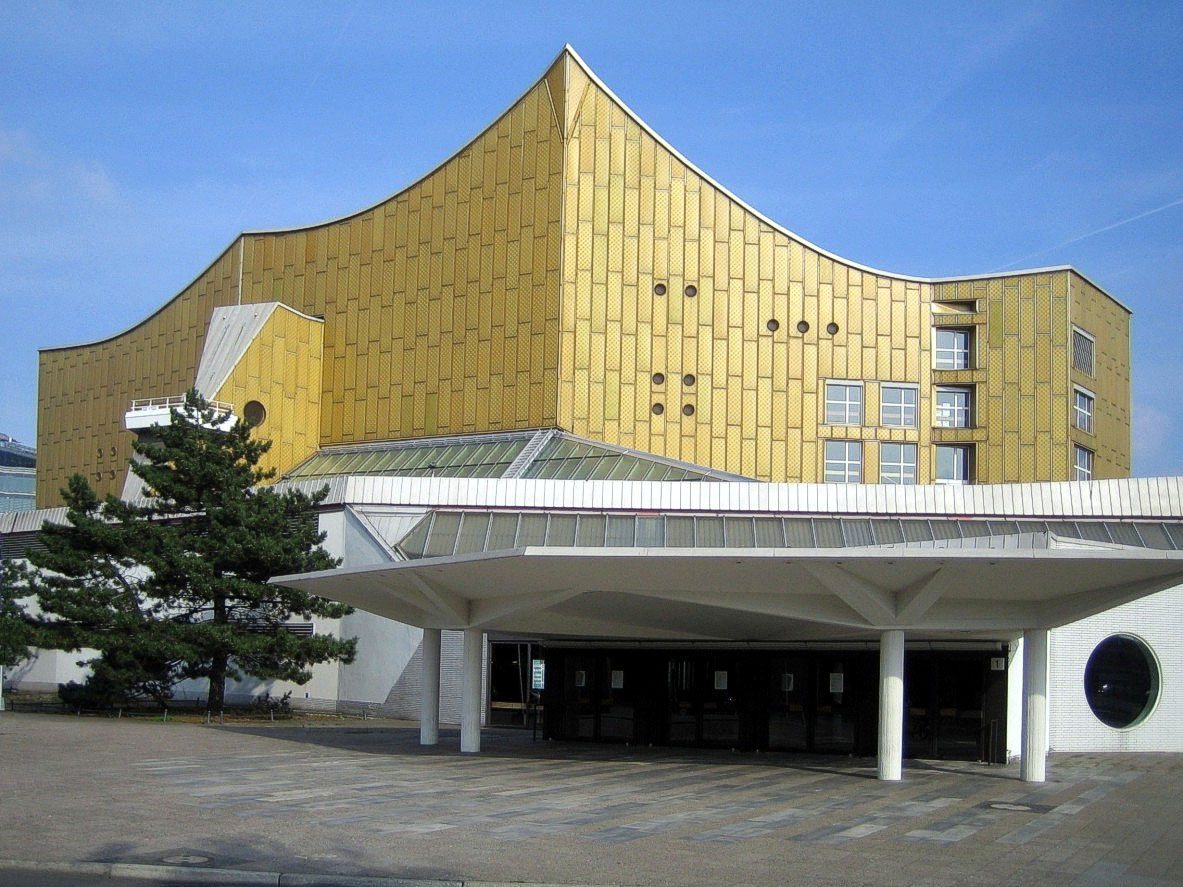
Berliner Philharmonie, Bühne der Berliner Jazztage 1964–1993.

Das Jazzfest Berlin entstand als Bestandteil der Berliner Festwochen, deren Intendant Nicolas Nabokov an Berendt herantrat, im Rahmen der Festwochen 1964 ein Jazzfestival zu organisieren. Ein Höhepunkt war der erstmalige Auftritt des zweiten Miles-Davis Quintetts (mit Ron Carter, Tony Williams, Herbie Hancock, Wayne Shorter), mit der Live-Aufnahme Miles in Berlin vom 25. September. Ursprünglich sollte dies ein einmaliges Ereignis bleiben – Jazz Salons hatten die Festwochen schon 1959 und 1961 organisiert (wobei Berendt am Rande beteiligt war). Berendt, Schulte-Bahrenberg und Wein traten danach direkt an den Berliner Senat heran und erreichten eine Fortsetzung als eigenständige Veranstaltung ab 1965, wobei das Jazzfest in den November verlegt wurde und unabhängig von den Festwochen agierte. Träger wurde nun eine neu gegründete Festspielgesellschaft bestehend aus Berendt, Schulte-Bahring und Wein, die günstige Bedingungen durchsetzen konnten wie etwa die Ausschüttung eines Gewinnüberschusses.

### Popularisierung des Jazz durch das Fernsehen
Der erste Veranstaltungsort der Berliner Jazztage war die gerade fertiggestellte von Hans Scharoun entworfene Berliner Philharmonie. Berendt konnte die Fernseh- und Rundfunkanstalten der ARD, das ZDF, das Land Berlin und den Bund für die Finanzierung eines international konzipierten Jazz-Festivals gewinnen. Zu den ersten Berliner Jazztagen mit dem Thema Schwarz-Weiß, Afrika-Europa schickte Martin Luther King ein Geleitwort, in dem er die Kraft der Jazzmusik als Stärkung der US-amerikanischen Civil Rights Movement hervorhob. Wichtige amerikanische Musiker, die sich eine Weile zurückgezogen hatten wie Ornette Coleman, Charles Mingus und Gil Evans, wählten die Berliner Jazztage für ihre Rückkehr auf der Bühne. Der Jazzkritiker Nat Hentoff äußerte, die Jazztage seien „Europe’s, if not the World’s leading Jazz Festival“. Berendt orientierte jedes Festival an bestimmten Themen, 1965 beispielsweise die Begegnung mit Japan und 1966 Jazz und Barock (wobei der Schweizer Jazzpianist George Gruntz erstmals eingebunden war). Dabei legte Berendt Wert auf eine möglichst breite Palette der vorgestellten Jazzstile und die Nutzung des Festivals für Experimente. Sie sollten nicht einfach nur wie auf den US-amerikanischen Festivals bekannte Jazzmusiker präsentieren, die man auch sonst auf Touren in Jazzclubs und Konzerten hören konnte. In den ersten Jahren wurden aber trotz anderer programmatischer Ansprüche auch Jamsessions präsentiert; es kam zu erheblichen Längen und zu turbulenten Beschwerden des Publikums.
1967 nutzte Berendt das Festival, um unter dem Motto „Jazz Meets the World“ das erste Weltmusikfest des Jazz zu gestalten: Der Multiinstrumentalist Don Cherry führte seine Symphony for Improvisers auf, ein Bossa Nova- als auch ein Jazz meets India-Konzert wurden gegeben und in „Noon in Tunesia“ spielten eine Gruppe von Beduinen-Musiker mit George Gruntz, Sahib Shihab, Jean-Luc Ponty, Eberhard Weber und Daniel Humair. 1968 spaltete Don Cherrys Free Jazz in Eternal Rhythm das Publikum (mit der Live-Aufnahme des gleichnamigen Albums vom Festival), doch die Kritiker waren überwiegend begeistert. Berendt hielt Cherry für einen der herausragendsten Vertreter von Weltmusik.
1968 kam es nach Ausladung von Peter Brötzmann zur Gründung des Total Music Meeting als Gegenveranstaltung, die ganz auf freie Musik und vorwiegend europäische Musiker setzte. Berendt beanspruchte, bei den Berliner Jazztagen „den ganzen Jazz“ zu präsentieren, auch Popjazz und Rockjazz. Schulte-Bahrenberg als Organisator des Festivals bestätigte, dass diese Idee einer umfassenden Darstellung des Jazz ein Grund für die guten Kartenverkäufe gewesen sei – ein wenig Avantgarde, jedoch nicht zu viel, sondern für jeden etwas.
Berendt sah das Jazzfestival auch wegen der besonderen Lage Berlins als Mittel im Ost-West-Konflikt entspannend zu wirken und lud osteuropäische Musiker ein. Symptomatisch dafür war auch sein Kompositionsauftrag an Oliver Nelson 1970 (Berlin Dialogues for Orchestra).

### Unruhige 1970er Jahre
1972 griff Siegfried Schmidt-Joos massiv Berendts Leitung des Jazzfests und dessen einflussreiche Rolle im Jazz in Deutschland an. Berendt und Schulte-Bahrenberg wehrten sich, unter anderem im Programmheft des Jazzfestes von 1972, trotzdem ließ sich Berendts Position als Leiter des Jazzfestes nicht mehr halten. Berendts Nachfolger wurde George Gruntz, der zwischen 1972 und 1994 mit der künstlerischen Leitung betraut war. Gleich beim ersten Festival von Gruntz 1973, das eigentlich gut lief (Miles Davis kam zum fünften Mal auf das Festival), kam es zum Eklat, als das kritische Berliner Publikum die Duke Ellington Band auspfiff (ähnlich wie einige Jahre 1969 zuvor Sarah Vaughan, da dem 68er-Publikum ihr Ballkleid nicht gefiel, das sie an Opernsänger erinnerte, und ihr Repertoire aus Standards). Die Ellington-Band hatte zuvor ein anstrengendes Konzertprogramm in Osteuropa absolviert und war übermüdet (Paul Gonsalves nickte nach Take the A-Train auf der Bühne ein). Ellington musste bald darauf abbrechen und wurde mit Herzproblemen ins Krankenhaus eingeliefert (das Programm setzte der anwesende George Wein an seiner Stelle am Klavier fort). Wie Gruntz dazu bemerkte, konnte das Jazzfest dank seiner finanziellen Mittel frühzeitig Musiker buchen und deren Agenten nutzten dies, um zuvor Touren der Jazzmusiker in Europa zu organisieren. Das Verhalten des Publikums verschaffte dem Festival aber in den Augen vieler US-amerikanischer Jazzstars einen schlechten Ruf, und Gruntz hatte vorübergehend Probleme bei deren Engagement. Gruntz legte zunehmend den Schwerpunkt auf Fusion und Jazz als Weltmusik.
1978 kam es zu einem Eklat, als Miriam Makeba und Abdullah Ibrahim (Dollar Brand) sich vor dem Konzert nicht ausreichend abgesprochen hatten und kein abendfüllendes Programm präsentieren konnten. Es kam zu Unruhen und Randalen im Publikum und Sitzblockaden. Die Festspielleitung konnte darauf schnell reagieren und lud die rund 2200 Zuschauer in der Philharmonie kostenlos in das zweite Abendkonzert von Makeba und Ibrahim ein. Carla Bley komponierte anschließend für das Festival 1979 mit Anspielung auf das Verhalten des Publikums Boo to you too. Wie Gruntz in seinen Erinnerungen bemerkte, war die Zeit der Buhrufer damals aber vorbei, und er musste für Carla Bleys Aufführung extra solche engagieren.
1980 spitzte sich zwischen Schulte-Bahrenberg und Gruntz der Konflikt zu. Nach einem Gerichtsprozess mussten sich die Berliner Jazztage ab 1981 Jazzfest nennen, und die Leitung übernahm stattdessen die Berliner Festspiele GmbH. Aus der Sicht von Gruntz war Schulte-Bahrenberg der letzte verbliebene Vertreter der ursprünglichen Festspielgesellschaft, der die im ursprünglichen Gründungsvertrag festgeschriebene Gewinnausschüttung vollständig für eine publikumsorientierte Einladung bekannter Jazzmusiker verwenden wollte. Gruntz dagegen wollte das Budget ausschöpfen, um damit Experimente zu fördern, angeblich ganz im Sinne von Berendts ursprünglichen Programmideen für das Festival.
In den 1980er Jahren wurde das Jazzfest beliebter, seine Präsentationen waren auf „anregende, wenn nicht aufregende Weise neu, überraschend und obendrein von einer oft ganz außerordentlichen Qualität – einer, von deren Existenz man so gut wie nichts wußte.“

### Wechselnde Leitungen ab den 1990er Jahren

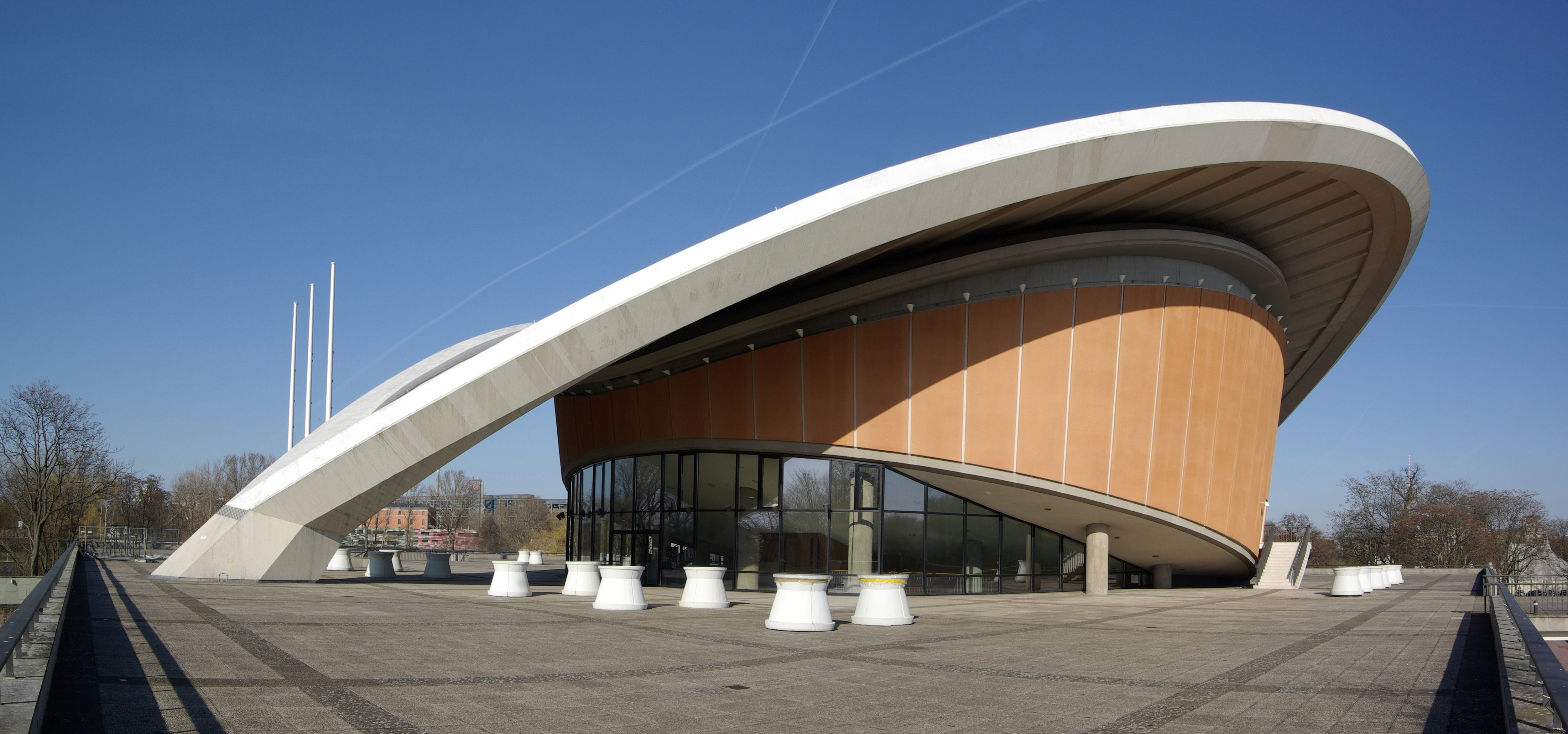
Haus der Kulturen der Welt, Haupttveranstaltungstort des Jazzfestes Berlin 1994–2000

Seit den 1990er Jahren geriet das Festival wieder in die Kritik; gegenüber Gruntz wurde der Vorwurf erhoben, dass die Programmausrichtung stagniere. Albert Mangelsdorff legte als künstlerischer Leiter von 1995 bis 2000 den Schwerpunkt auf die europäischen Entwicklungen. Während Mangelsdorff die Qualität des Festivals wieder anheben konnte, wurde Peter Schulze der Vorwurf der Beliebigkeit gemacht.
Der Hauptveranstaltungsort wechselte 2001 vom Haus der Kulturen der Welt ins Haus der Berliner Festspiele. Bespielt werden außerdem die Jazzclubs Quasimodo und A-Trane sowie die Akademie der Künste am Hanseatenweg. Die ARD überträgt einen Teil der Konzerte und finanziert auch einen Teil des Etats. Mit einem fünftägigen Programm mit Künstlern wie Lizz Wright, Joe Sample, Steve Swallow und Charles Lloyd beendete Nils Landgren im November 2011 die Leitung des Festivals. Von 2012 bis 2014 war der Jazzjournalist und Musikkritiker Bert Noglik künstlerischer Leiter des Jazzfest Berlin. 2015 folgte ihm der britische Jazzjournalist Richard Williams. Williams legte Wert darauf, neuen Entwicklungen im Jazz ein Forum zu geben. Ab 2018 gestaltet die Konzertmanagerin Nadin Deventer das musikalische Programm. 2021 wurde das Jazzfest Berlin mit dem Europe Jazz Network Award for Adventurous Programming für seine anspruchsvolle Programmgestaltung ausgezeichnet: „Es ist eines der ältesten Jazzfestivals in Europa und hat es dennoch geschafft, sich zu erneuern und musikalische sowie kulturelle Grenzen zu durchbrechen: eine jüngere Generation von Veranstalterinnen und Künstlerinnen einzubeziehen, mit neuen Veranstaltungsräumen zu experimentieren und innovative Projekte in Auftrag zu geben.“

## Künstlerische Leiter
| - 1964–1971: Joachim-Ernst Berendt - 1972–1994: George Gruntz - 1995–2000: Albert Mangelsdorff - 2001: Nils Landgren - 2002: John Corbett | - 2003–2007: Peter Schulze - 2008–2011: Nils Landgren - 2012–2014: Bert Noglik - 2015–2017: Richard Williams - Seit 2018: Nadin Deventer |

## Dokumentarfilm
- Meilensteine – 40 Jahre JazzFest Berlin. Dokumentarfilm, Deutschland, 2004, 43:30 Min., Buch und Regie: N.N., Produktion: arte, Erstsendung: 7. November 2004 bei arte, Filmdaten:[10]